# Senna septemtrionalis
Senna septemtrionalis är en ärtväxtart som först beskrevs av Domenico Viviani, och fick sitt nu gällande namn av Howard Samuel Irwin och Rupert Charles Barneby. Senna septemtrionalis ingår i släktet sennor, och familjen ärtväxter.

## Underarter
Arten delas in i följande underarter:
- S. s. pubescens
- S. s. septemtrionalis

## Bildgalleri

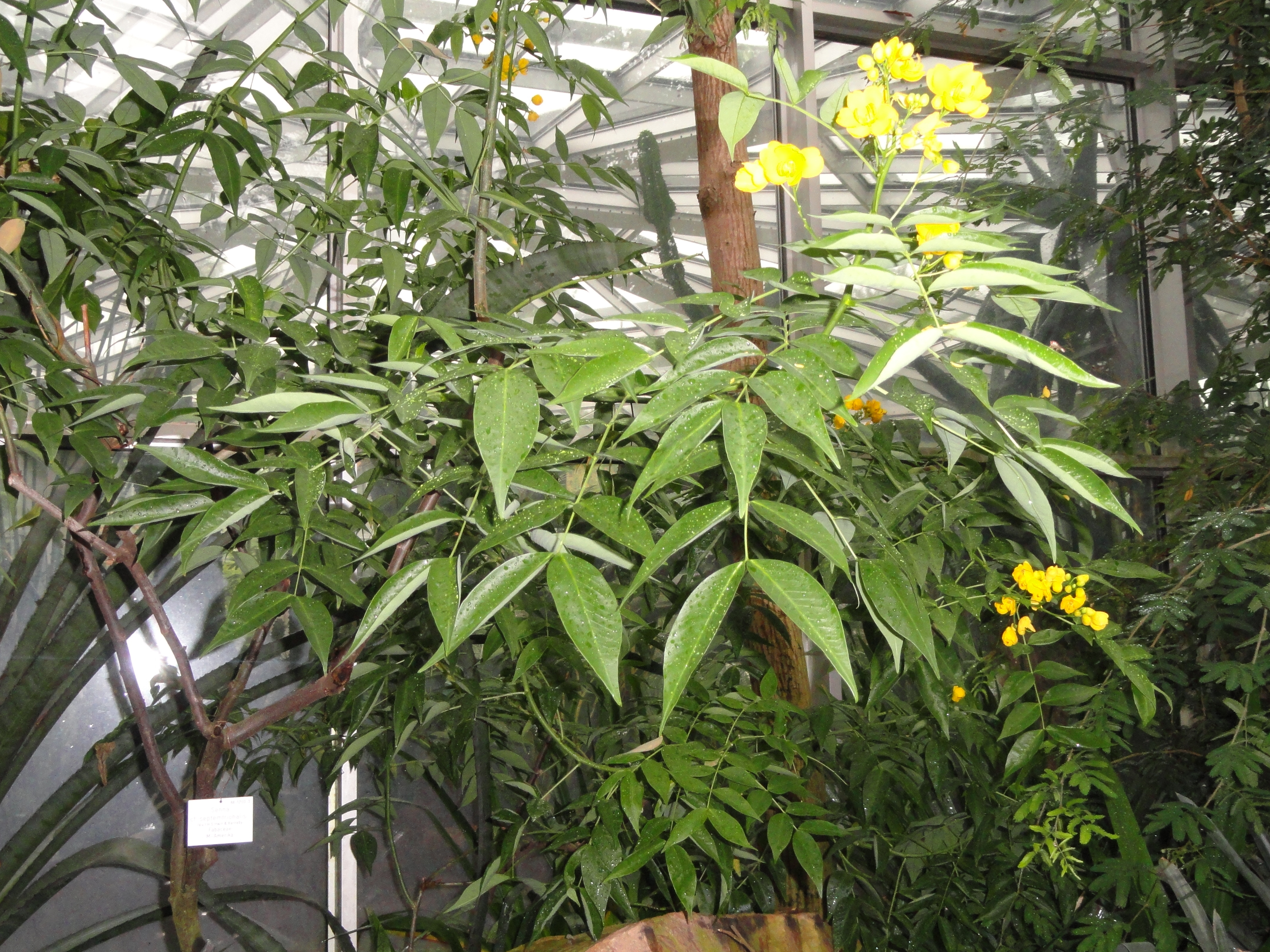
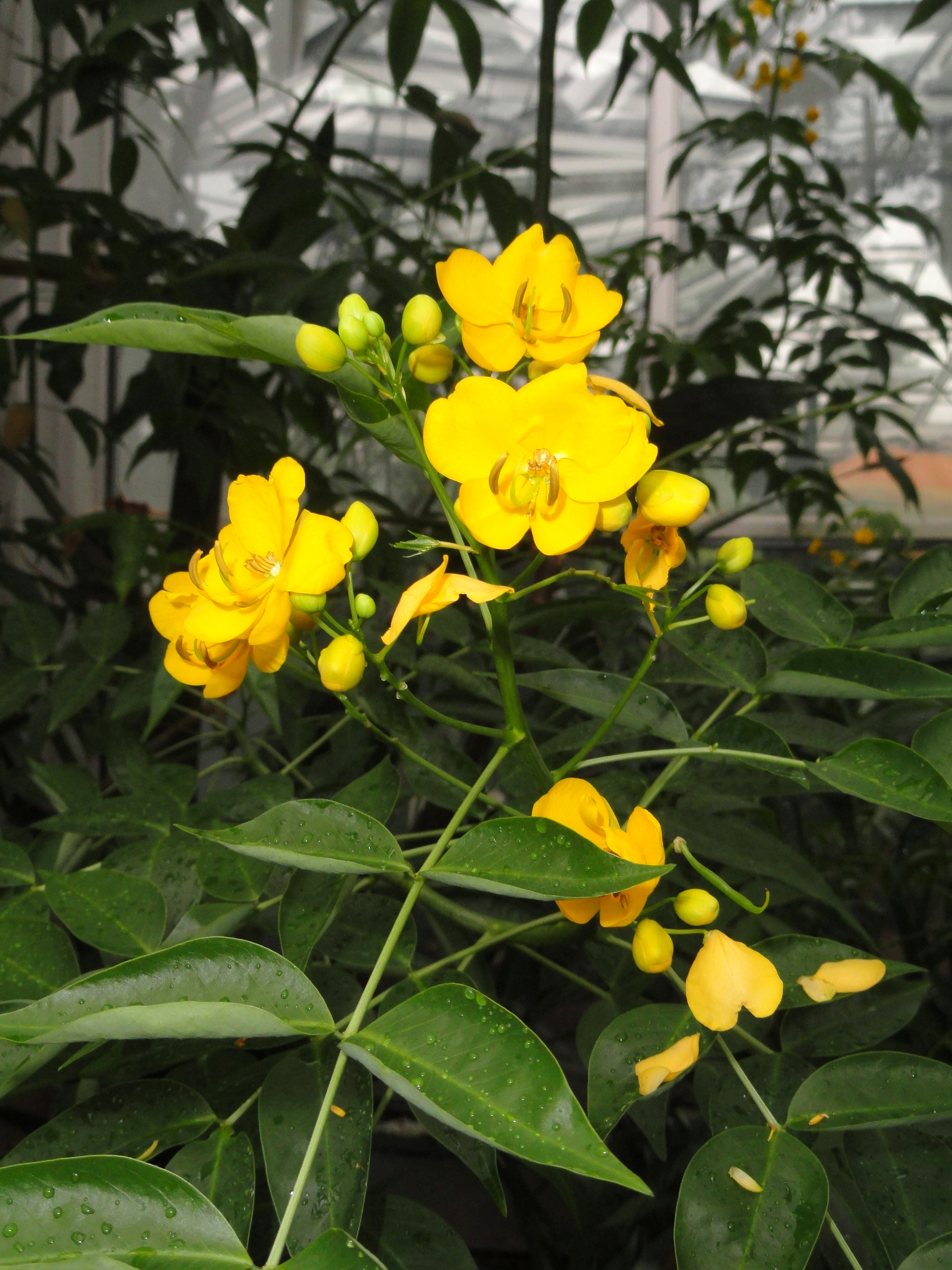
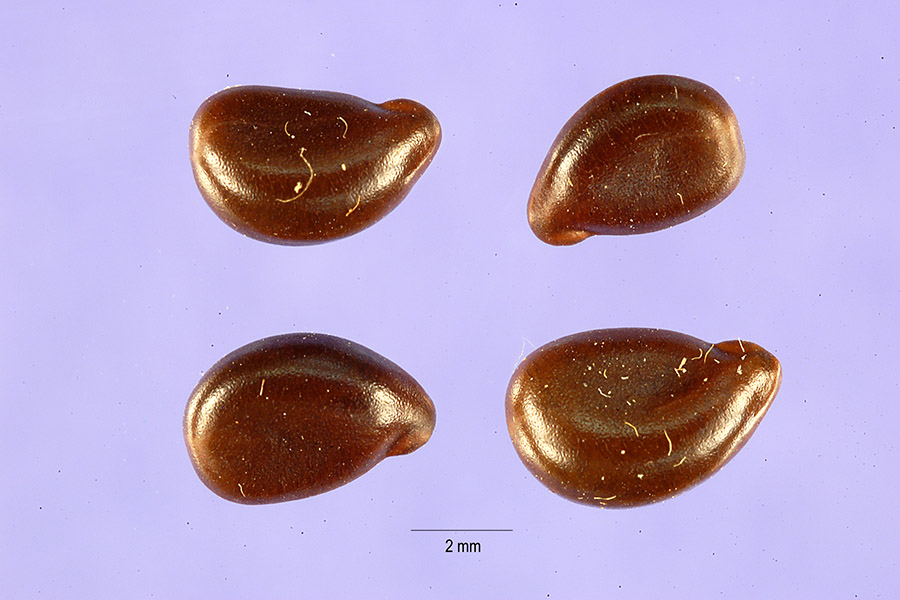
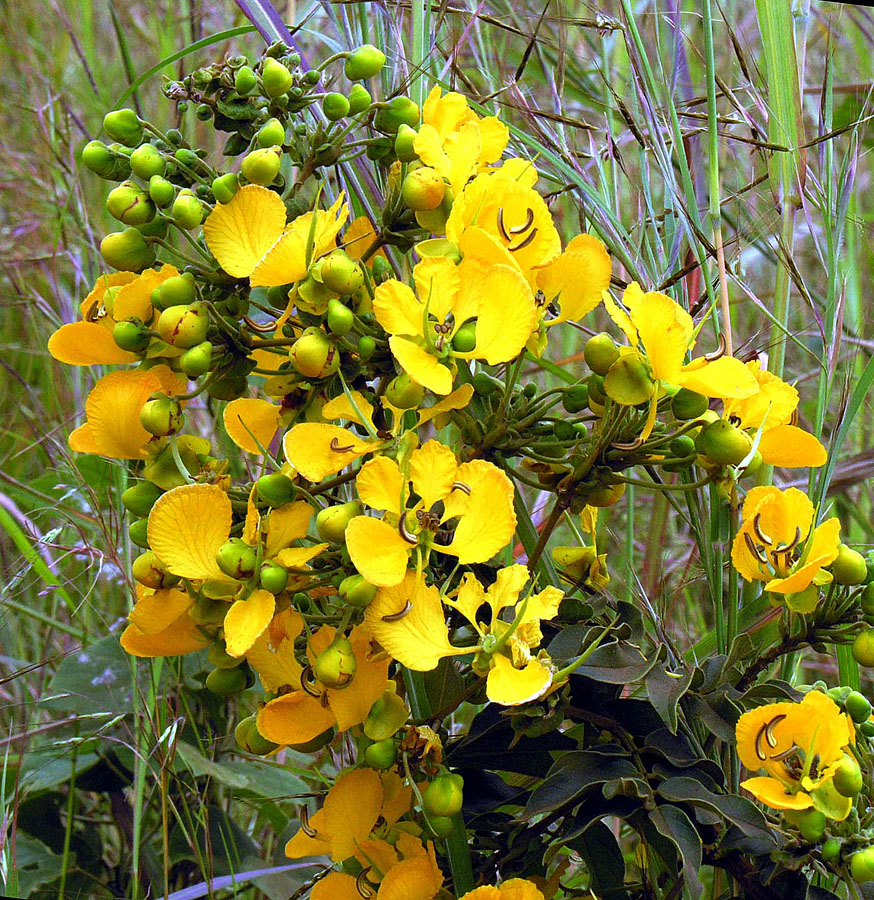
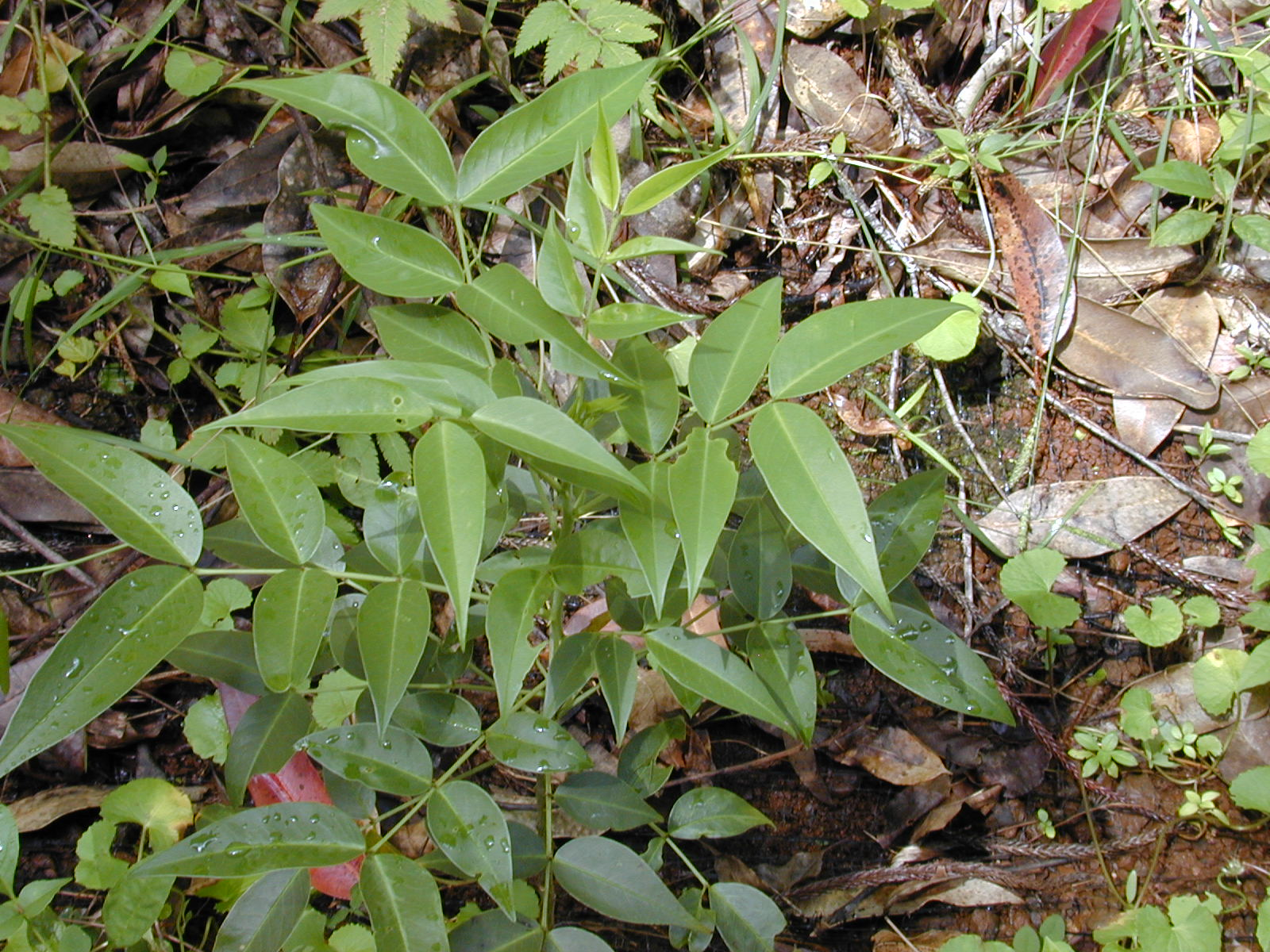
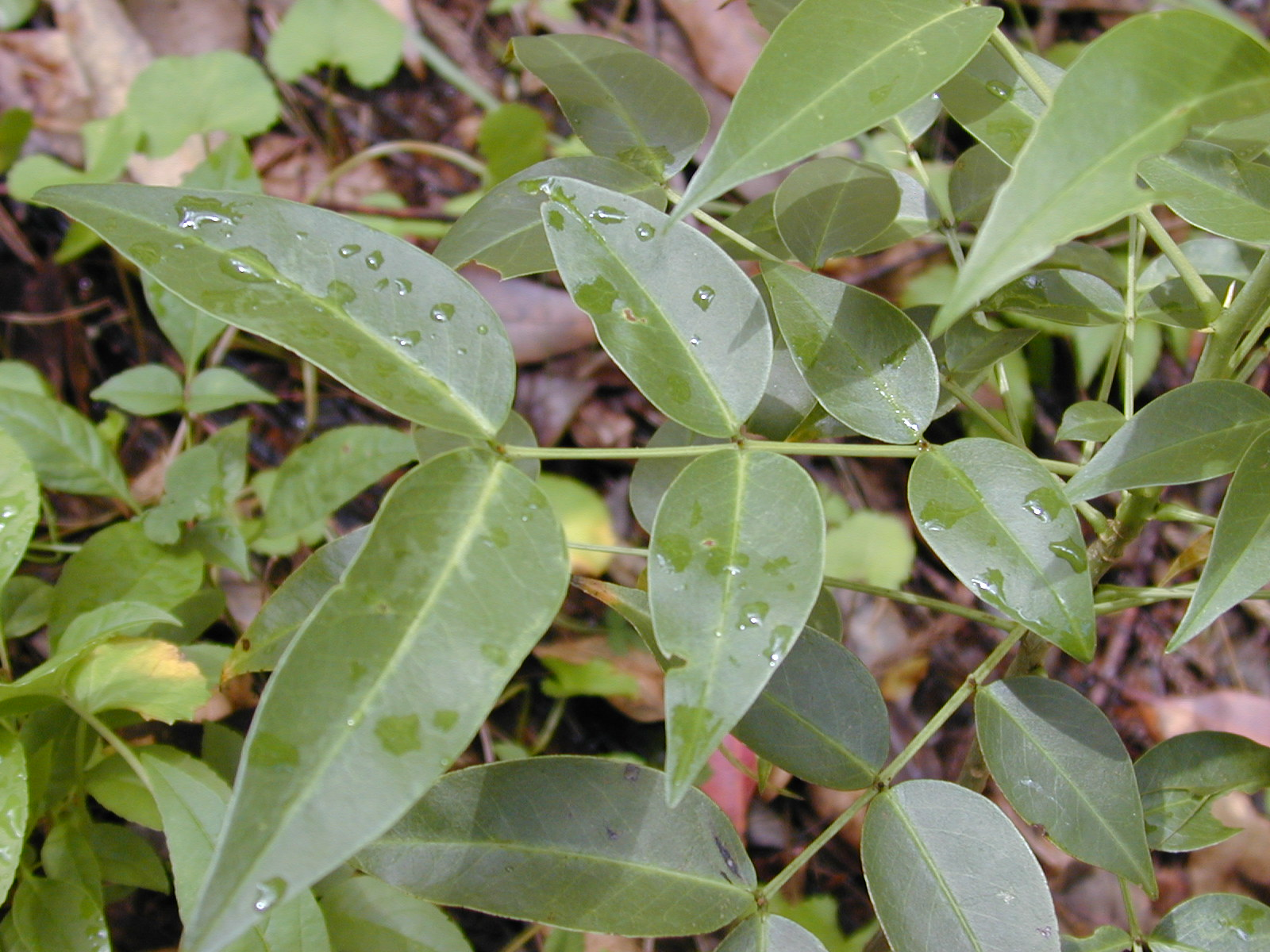